# Energia wewnętrzna
Energia wewnętrzna ({\displaystyle E_{w}} lub {\displaystyle u,} {\displaystyle U}) – w termodynamice jest to całkowita energia układu będąca sumą energii potencjalnej i kinetycznej makroskopowych części układu, energii kinetycznej cząsteczek, energii potencjalnej oddziaływań międzycząsteczkowych i wewnątrzcząsteczkowych itd.
Wartość energii wewnętrznej jest trudna do ustalenia ze względu na jej złożony charakter. W opisie procesów termodynamicznych istotniejsza i łatwiejsza do określenia jest zmiana energii wewnętrznej, dlatego określając energię wewnętrzną układu pomija się te rodzaje energii, które nie zmieniają się w rozpatrywanym układzie termodynamicznym. Na przykład dla gazu doskonałego jedyną składową energii wewnętrznej, która może się zmieniać, jest energia kinetyczna cząsteczek gazu. Stąd zmiana energii wewnętrznej równa jest zmianie energii kinetycznej cząsteczek.
Energia wewnętrzna jest jednym z potencjałów termodynamicznych. Według I zasady termodynamiki energia wewnętrzna stanowi jednoznaczną funkcję stanu, którą dla danej porcji gazu można wyrazić przez dowolne dwa parametry stanu, np. ciśnienie, temperaturę, objętość właściwą, entalpię, entropię i inne.

## Związek z innymi wielkościami termodynamicznymi
O ile energię wewnętrzną trudno opisać prostym wzorem, który uwzględniałby wszystkie jej części, to ze względu na fakt, że większość jej składników pozostaje stała w przemianach gazowych, zmiana energii wewnętrznej może być zapisana równaniem:
{\displaystyle dU=TdS-pdV+\sum _{i=1}^{N}\mu _{i}dN_{i},}
gdzie:
{\displaystyle T} – temperatura (w kelwinach),
{\displaystyle S} – entropia,
{\displaystyle p} – ciśnienie,
{\displaystyle V} – objętość,
{\displaystyle \mu _{i}} – potencjał chemiczny {\displaystyle i}-tego składnika,
{\displaystyle N_{i}} – liczba cząsteczek {\displaystyle i}-tego składnika.
Ze wzorów tych wynika
{\displaystyle T=\left({\frac {\partial U}{\partial S}}\right)_{V,N_{1},\dots ,N_{N}}} – temperatura,
{\displaystyle p=-\left({\frac {\partial U}{\partial V}}\right)_{S,N_{1},\dots ,N_{N}}} – ciśnienie,
{\displaystyle \mu _{i}=\left({\frac {\partial U}{\partial N_{i}}}\right)_{S,V,N_{1},\dots ,N_{i-1},N_{i+1},\dots ,N_{N}}} – potencjał chemiczny.
Jednostką energii w układzie SI jest dżul [J].

## W gazie doskonałym
W przypadku gazu doskonałego zmiana energii wewnętrznej równa jest zmianie energii kinetycznej cząsteczek i wyraża ją wzór
{\displaystyle \Delta U=\Delta E_{k}=nC_{V}\Delta T,}
gdzie:
{\displaystyle n} – liczba moli gazu,
{\displaystyle C_{V}} – ciepło molowe przy stałej objętości,
{\displaystyle \Delta T} – zmiana temperatury gazu.